# Fimbristylis angamoozhiensis
Fimbristylis angamoozhiensis là loài thực vật có hoa trong họ Cói. Loài này được Ravi & Anil Kumar mô tả khoa học đầu tiên năm 1993.